# Johannes Kukebal
Johannes Kukebal, född 19 juli 1993 i Jõelähtme kommun, är en estländsk fotbollsspelare.
Han har spelat landskamper för Estlands ungdomslandslag, bland annat för U21-landslaget. Han har spelat i Meistriliiga för Tallinna Kalev och Paide Linnameeskond. Kukebals elitkarriär avstannade något då han sedan 2015 fokuserat allt mer på sin tjänstgöring för Estlands försvarsmakt. Han har därefter huvudsakligen spelat fotboll på amatörnivå.